# Karzzzz
Karzzzz (em hindi: क़र्ज़; em urdu: قرض; pronúncia: qarz) é um filme de Bollywood dirigido por Satish Kaushik. É um remake de Karz (1980) e também inspirado em The Reincarnation of Peter Proud.

## Enredo
Ravi Verma (Dino Morea) acaba de ganhar um processo judicial contra Sir Judah (Gulshan Grover) e legalmente recebeu direito a milhares de hectares de vinhas. Ele também celebra a vitória por casar com o amor de sua vida, Kamini (Urmila Matondkar), e decide levá-la para conhecer sua mãe e sua irmã. Durante a viagem, Kamini sabota o avião e desaparece com o para-quedas de Ravi. Posteriormente, o avião cai, Ravi morre e Kamini torna-se princesa.
Vinte e cinco anos depois, Monty (Reshammiya) é uma estrela do rock - o filho adotado de J.J. Oberoi e sua esposa - que tem tudo, menos felicidade. Sua única felicidade é seu amigo Dayal (Bakhtiyaar Irani) e uma menina chamada Tina (Shweta Kumar). Durante um show, ele tem flashbacks do acidente de Ravi Verma; Ele é informado de que ele poderia ser a reencarnação de Ravi.
Durante uma viagem ao Quênia, Monty percebe que todas as peças estão no lugar. Ele tem completa lembrança do acidente, mas quer descobrir onde estão sua mãe e irmã. Ele faz amizade com a princesa Kamini e informa que ele é Ravi Verma. Kamini conta mentiras para Monty, lhe dizendo que sua mãe e irmã são falecidas e sob as circunstâncias do acidente que o matou no seu nascimento anterior. Ela é um agente de Sir Judah. Monty não acredita, mas finge acreditar nela.
Finalmente, as coisas chegam a uma conclusão quando Monty aborda Sir Judah. Mais tarde, Monty consegue matar Kamini do jeito que ela matou Ravi. Então ele e Tina se casam e vivem felizes.

## Recepção
Tarzan Adarsh da Bollywood Húngara classificou Karzzzz como 4 de 5 cinco dizendo que "Karzzzz é rico em entretenimento." Rajeev Masand da CNN-IBN deu ao filme apenas uma estrela e disse:
“É um rip-off preguiçoso, onde todo o diálogos foram mais ou menos duplicado, sendo as únicas alterações superficiais as que raleiam em vez de atualizarem.”
Na bilheteria, Karzzzz teve bons resultados em telas únicas, especialmente na abertura no norte da Índia, com 70% na primeira semana. A Box Office Índia notou que o filme teve uma abertura "abaixo da média", com um veredito final tornando-o rotulado como um "desastre".